# ヘルマン・ニルソン＝エーレ

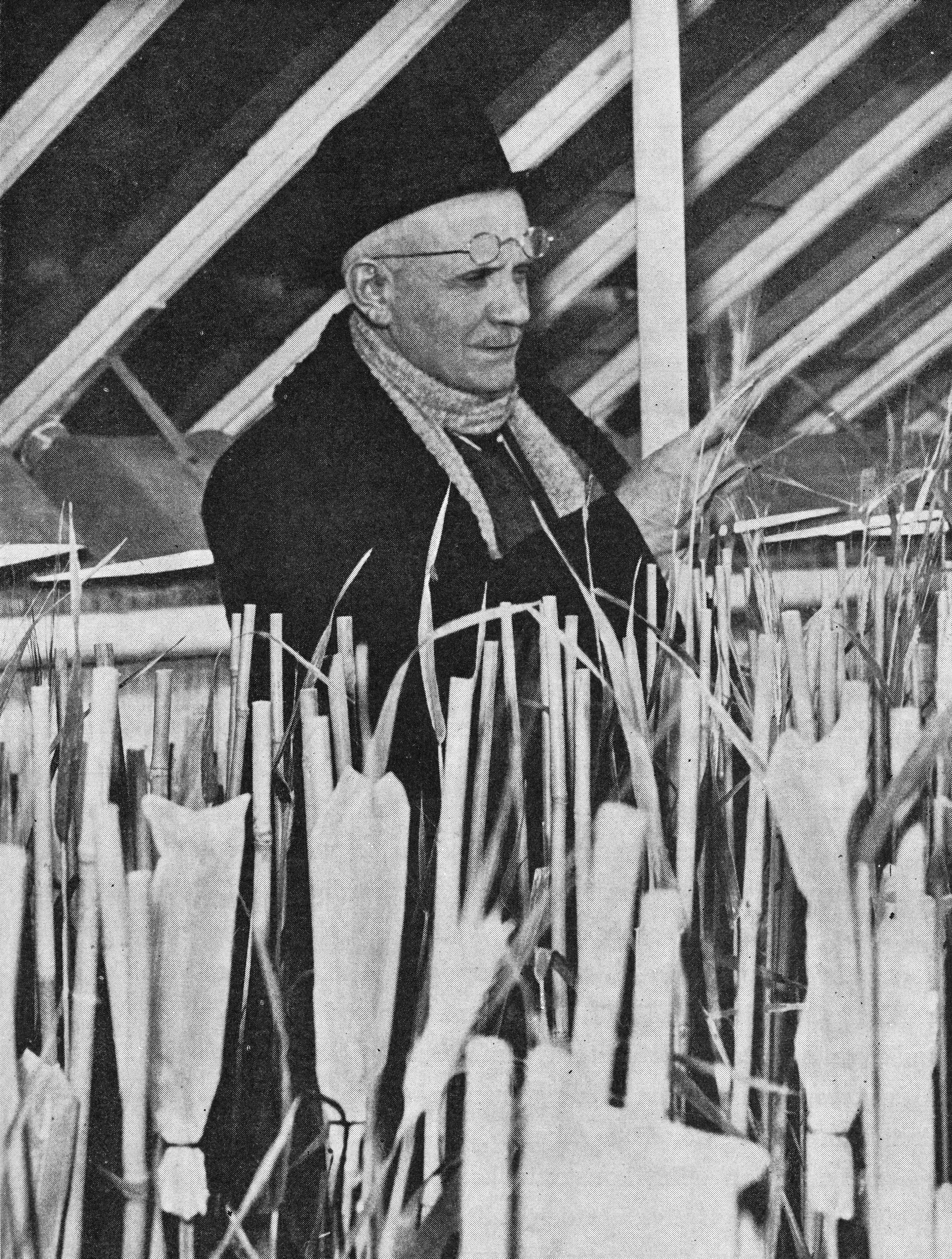
ヘルマン・ニルソン＝エーレ

ニルス・ヘルマン・ニルソン＝エーレ（スウェーデン語: Nils Herman Nilsson-Ehle, 1873年2月12日 - 1949年12月29日）はスウェーデンの遺伝学者であり植物育種家である。
ルンド大学の教授でポリジーン遺伝の発見者であるが、優生学の提唱者でもあった。

## 経歴
ニルソンはスクルプに生まれ、ルンド大学でフレドリック・ヴィルヘルム・クリスティアン・アレシューグ（1830-1908）に師事し、生物学を学び始めた。学生時代には1898年から99年にかけてのヨナス・スタドリングのシベリア探検に参加した。1909年にルンド大学で博士号を取得した。学位論文は穀物の多因子遺伝に関するものであった。その後、ルンド大学で植物学の講師を務める。その後、ヒャルマル・ニルソンの指導の下1886年にスヴァロフに設立されたスウェーデン植物育種研究所でスウェーデン種子協会の小麦とオート麦部門で植物育種家として1900年から1915年まで勤務した。そこでポリジーン遺伝に関する主要な発見をした。
1910年から1938年までメンデル協会の会長を務めた他、1915年から1938年までルンド大学で植物生理学講座を、1917年にはオーカルプで遺伝学講座を担当した。
1924年に彼はスウェーデン王立科学アカデミーの会員に選出された。1925年から1939年までスヴァロフのスウェーデン種子協会の理事を務めた。
彼は宇宙線が種子の遺伝子を変化させると予想して、熱気球で種子を大気圏上空に飛ばし、種子の突然変異を誘発しようと試みた。
ヒトの遺伝学に興味を持ち、1909年にスウェーデン人種衛生協会（Svenska sällskapet för rashygien）が設立されると、ニルソン＝エールは国立人種生物学研究所（1922年設立）の設立と「優生学的不妊手術」法の制定を求める運動を展開する人々のネットワークの一員となった。
1921年にヘルマン・ルンドボルグの指揮下でウプサラでの国立人種生物学研究所設立を援助した。この研究所は優生学、すなわち人類の遺伝的品質の改善を目的としたものであり、ドイツでヒトラーが政権を握るとルンドボルグとニルソン＝エーレの両者は人種的純粋さの考えを支持した。
1937年、ニルソン＝エールは大学の他の教授らとともに、ルンドにスウェーデン・ドイツ国民協会（Reichsvereinigung Schweden-Deutschland）を設立した。この協会の目標は「新しいドイツの公正な評価」であった。さらに、ニルソン＝エールは1938年以降、雑誌「Sverige-Tyskland」（スウェーデン・ドイツ）の編集責任者も務めた。この雑誌は帝国議会の広報誌とみなされ、「新ドイツ」の宣伝ツールとなった。1927年にドイツで設立されたカイザー・ヴィルヘルム研究所はスウェーデンの研究所がモデルとなっていた。
1937年から1946年にかけて、ニルソン＝エールはカイザー・ヴィルヘルム協会の上院議員を務めた。
1925年に彼はレオポルディーナの議員に選出された。 1932年にはソビエト科学アカデミーの会員に選出され、1935年にはプロイセン科学アカデミーの会員に選出された。

## ポリジーン遺伝の発見
スヴァロフ在職中、ニルソン＝エーレは有用植物、特に小麦の品種改良に取り組んだ。ニルソン＝エールはその研究中に相加的多遺伝子（ポリジーン遺伝）を発見した。赤粒小麦と白粒小麦を交配した際、彼は交配した品種が統計的に1:4:6:4:1の割合で5段階のグラデーションに分かれることを観察した。
色のグラデーションは、それぞれ2つの対立遺伝子を持つ2つの遺伝子から生じる。形質に関与する遺伝子の数が増えていくとクラスの数が非常に多くなり、もはや区別できなくなって連続的な変化の印象を与えるようになる。例えば、ある形質の発現に10種類の遺伝子が関与している場合、約60,000種類の変異体が存在する計算になる。

## 著作物（抜粋）
- 『ライフスタイルと個人差について』Om lifstyper och individuell variation. In: Botaniska Notiser. 1907, S. 113–140.
- 『北スカンジナビアと他の早生オート麦の品種と、個体育種と交配による改良の試みについて』Om nordskandinaviska och andra tidiga hafresorter och fösök till deras förbättrande genom individualförädling och korsning. In: Sveriges Utsädesförenings Tidskrift. 17/1907, S. 209–218.
- 『オート麦と小麦の交配に関するいくつかの結果』Einige Ergebnisse von Kreuzungen bei Hafer und Weizen. In: Botaniska Notiser. 1908, S. 257–294.
- 『エンバクとコムギの交配研究』Kreuzungsuntersuchungen an Hafer und Weizen. In: Lunds Universitets Arsskrift. N.F. Band 5, Nr. 2, 1909 (echo.mpiwg-berlin.mpg.de).

## 参考資料
- Olof Tedin: Herman Nilsson-Ehle. Der Begründer der modernen Pflanzenveredlung. In: Hans Schwerte, Wilhelm Spengler (Hrsg.): Forscher und Wissenschaftler im heutigen Europa. Band 2: Mediziner, Biologen, Anthropologen. Reihe: Gestalter unserer Zeit. Band 4. Stalling, Oldenburg 1955, S. 211–217.[13]
- Arne Hagberg: N. Herman Nilsson-Ehle. In: Svenskt biografiskt lexikon. Band 27: Nilsson–Näsström. Bonnier, Stockholm 1991, S 41 (sok.riksarkivet.se).
- Staffan Müller-Wille (2005), "Early Mendelism and the subversion of taxonomy: epistemological obstacles as institutions", Studies in History and Philosophy of Biological and Biomedical Sciences, vol. 36, no. 3, pp. 465–487, doi:10.1016/j.shpsc.2005.07.001, ISSN 1369-8486, PMID 16137599。
- Staffan Müller-Wille (2007), "Hybrids, pure cultures, and pure lines: from nineteenth-century biology to twentieth-century genetics", Studies in History and Philosophy of Biological and Biomedical Sciences, vol. 38, no. 4, pp. 796–806, doi:10.1016/j.shpsc.2007.09.012, ISSN 1369-8486, PMID 18053934。
- Staffan Müller-Wille, Christophe Bonneuil: Trials and Registers: The Archives of the Svaloef Weibull and Vilmorin Companies. In: The Mendel Newsletter. 16, American Philosophical Society, Dezember 2007, S. 16–21 (amphilsoc.org PDF).